# Mark 83
Mark 83 är en amerikansk flygbomb. Det är den näst största bomben i Mark 80-serien.
Bomben konstruerades under 1950-talet för att ersätta äldre flygbomber med en bomb som var tillräckligt strömlinjeformad för att kunna bäras som extern last i överljudsfart. Bombens skal är av stål och sprängladdningen består av 202 kg sprängmedel; antingen Minol, Tritonal eller H6. Varianten BLU-110 är avsedd för djupverkan och är laddad med PBXN-109 (64% RDX, 20% aluminiumpulver och 16% polymeriskt bindemedel). Bomben har uttag för 76 mm (3 tum) tändrör både i spetsen och i basen. 

## Varianter
- Mark 83 – Grundkonfiguration med spetsanslagsrör och konventionella fenor.
- Mark 83 Snakeye – Bomben utrustad med en Mark 15 bromsanordning som radikalt ökar bombens luftmotstånd efter att den släppts. Annordningen gör att bomben kan fällas från mycket låg höjd utan att riskera att explosionen skadar flygplanet.
- BLU-110 – Djupinträngande bomb laddad med PBXN-109. Används vanligen med enbart baständrör och en noskon av härdat stål i stället för spetsrör.
- Mark 40 Destructor – Mark 83 konverterad till sjömina genom att förses med magnetisk utlösning.[5]
  - Mark 63 Quickstrike – Ersättare för Mark 40 Destructor utrustad med Mark 57 sonar.[6]
- GBU-16 – Laserstyrd bomb utrustad med Paveway I-målsökare.
  - AGM-123 – GBU-16 konverterad till attackrobot genom att förses med en raketmotor.
- GBU-48 – Laserstyrd bomb utrustad med Paveway II-målsökare.
- GBU-32 – GPS-styrd bomb utrustad med JDAM-paket.
- GBU-55 – GPS- och laserstyrd bomb utrustad med LJDAM-paket.